# Широкоглаво потору
Широкоглаво потору или широкоглаво кенгуру (Potorous platyops), е изчезнал вид бозайник от семейство Плъховидни кенгурута (Potoroidae).